# Meterspoor

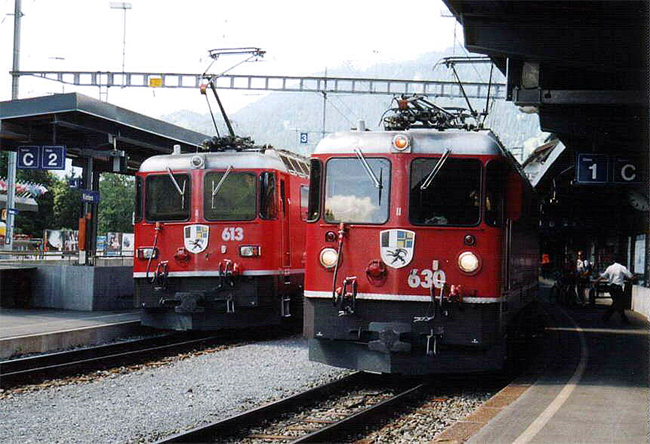
Treinen van het Zwitserse spoorbedrijf Rhätische Bahn op meterspoor, in het station van Klosters.

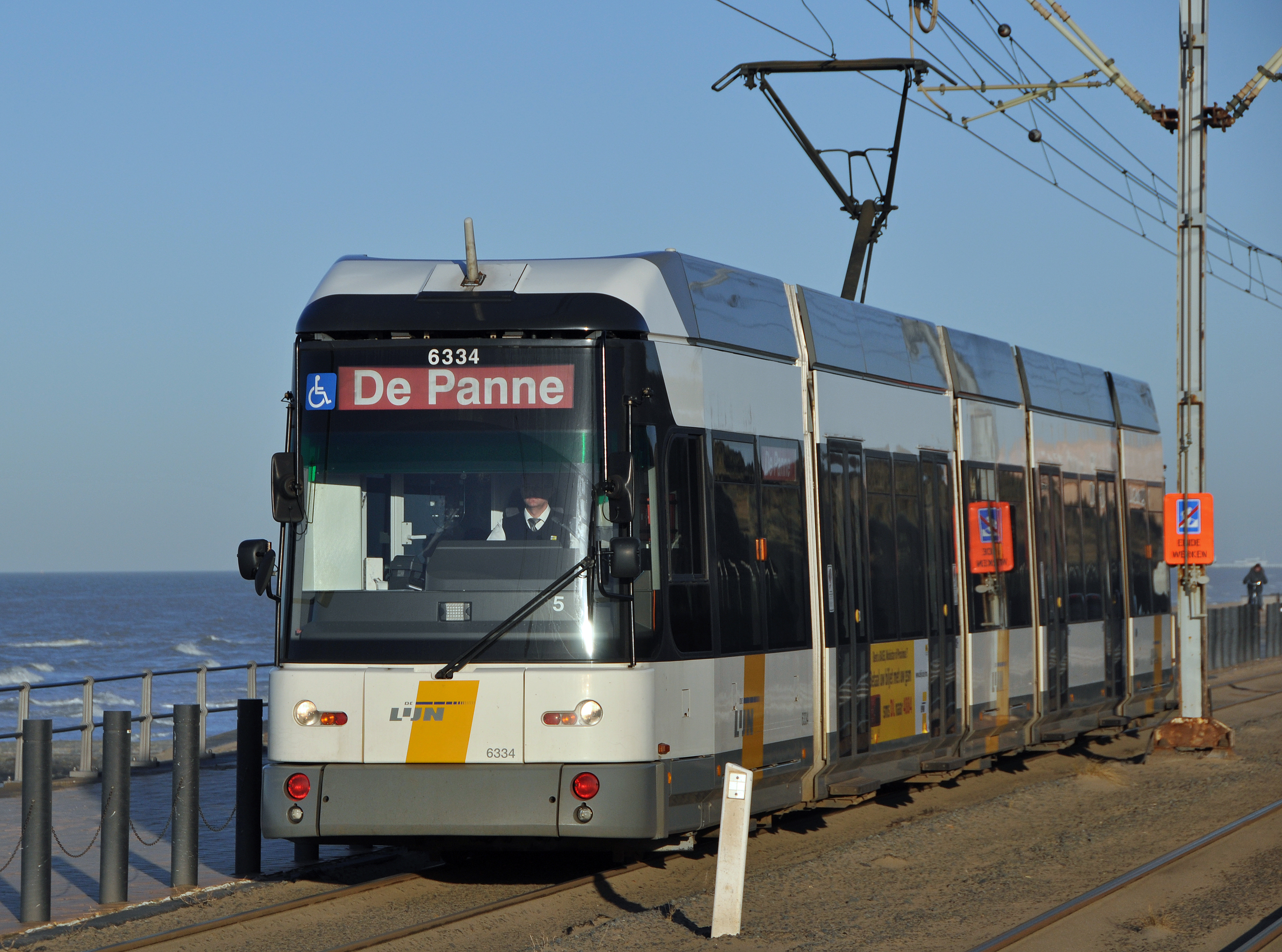
De Vlaamse kusttram op de zeedijk in Raversijde.

Meterspoornetwerk (groen) in Noordwest-Spanje

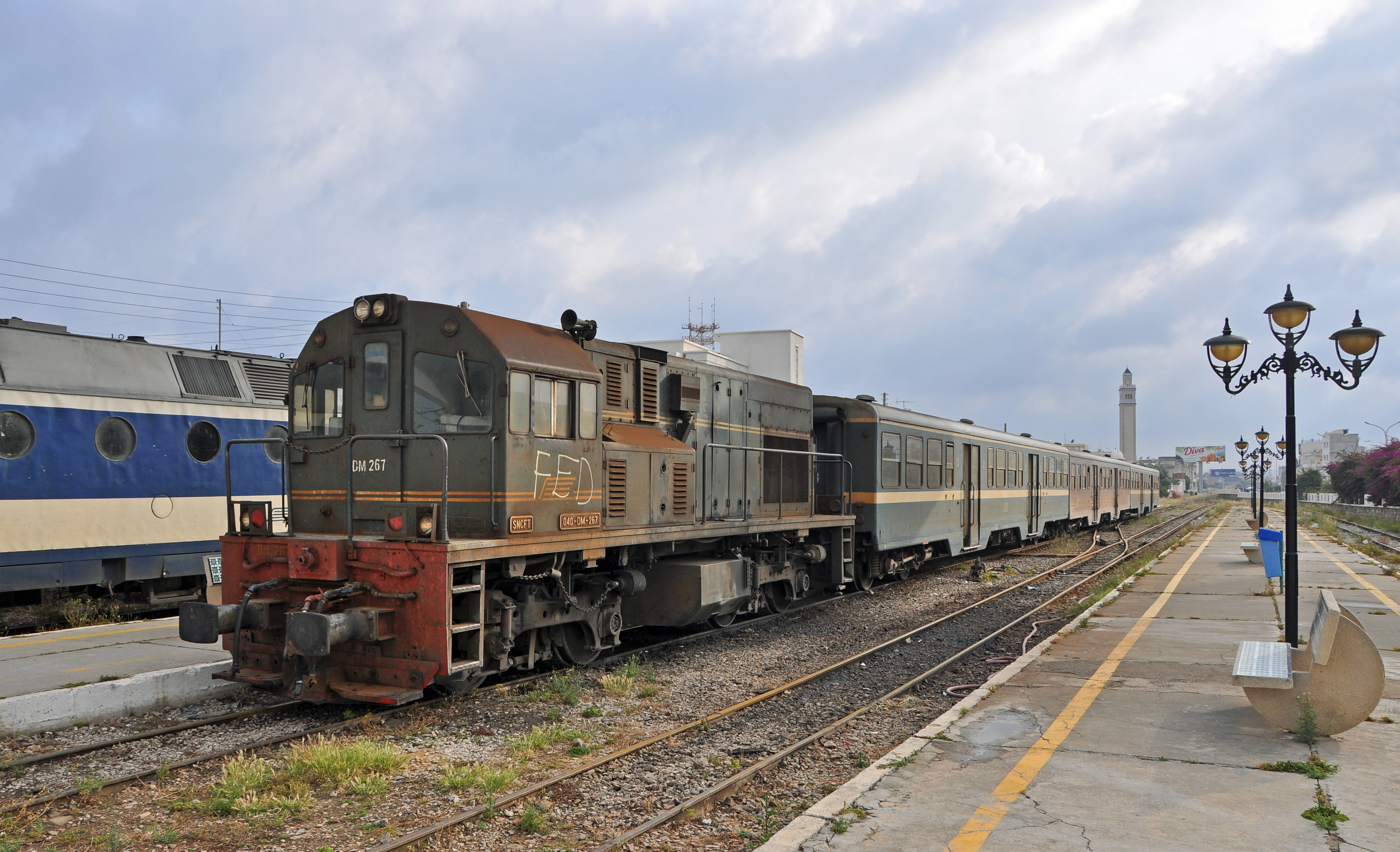
Trein in het station van Nabeul, op de meterspoorlijn van Nabeul naar Bir Bou Rekba (Tunesië).

Meterspoor is bij spoor- en tramwegen de term voor een spoorwijdte van 1000 millimeter, een vorm van smalspoor.

## Europa
In Groot-Brittannië bestond al de spoorwijdte van 3,5 Engelse voet of 42 inch, ongeveer gelijk aan 1067 millimeter. Dit wordt wel kaapspoor genoemd. Op het Europese continent werd de Engelse maat 'vertaald' naar het metrieke stelsel, wat het meterspoor opleverde. Deze spoorwijdte is in vele landen in Europa toegepast voor lokaalspoor- en tramwegen.
In Nederland is meterspoor veel gebruikt door stoomtrammaatschappijen en elektrische tramlijnen. Ook de Gemeentetram Groningen en enkele stadslijnen van de Haarlemse tram reden op deze spoorwijdte. De Zeeuws-Vlaamse tramlijnen waren ook op meterspoor. De laatste metersporige tramlijn in Nederland was de lijn Amsterdam – Haarlem – Zandvoort van de NZH, opgeheven in 1957.
In België zijn vrijwel alle tramlijnen in meterspoor aangelegd, behalve de stadstrams in Brussel (MIVB) en Luik (normaalspoor, 1435 mm) en enkele uitzonderingen, zoals de vroegere tram Luik – Seraing. De Antwerpse en Gentse tram, de Kusttram en de Métro léger de Charleroi rijden daardoor op meterspoor.
In Frankrijk zijn de 'Chemins de fer de Provence', de Gele trein, de spoorlijn Salbris tot Luçay-le-Mâle, de spoorlijnen op Corsica en de spoorlijn St-Gervais-les-Bains tot het Zwitserse Martigny en de Tram van Rijsel metersporig.
In Duitsland zijn de Chiemsee-Bahn en de Harzer Schmalspurbahnen metersporig. Een groot netwerk van meterspoor bevindt zich tussen Heidelberg, Mannheim en Ludwigshafen in het Rhein-Neckargebied. Daarnaast beschikt(e) een aantal tramlijnen over meterspoor. Ook veel lokaalspoorwegen hadden meterspoor. Het laatste overgebleven stuk meterspoor van Noordrijn-Westfalen wordt uitgebaat door de museale Selfkantbahn.
In Zwitserland zijn alle tramlijnen en vele lokale spoorlijnen in meterspoor uitgevoerd, terwijl in andere Midden-Europese landen zeker de helft van de trambedrijven op meterspoor rijdt.
In Spanje werden alle metersporige lijnen geëxploiteerd door de FEVE, later organisatorisch opgesplitst. In Bilbao komen twee exploitatiegebieden samen (van Euskotren en van Renfe Cercanías AM, met elkaar verbonden. Het is technisch mogelijk om van de Franse grens bij Hendaye tot Ferrol met de smalspoortrein te rijden. De lijn Bilbao – León is een lange lijn die heropend is voor reizigerstreinen. De FEVE in Noord-Spanje (1192 km) en de Euskotren (181 km) vormen samen het grootste meterspoornet van Europa. Ook rond Barcelona en Valencia zijn er regionale metersporige lijnen.
In Griekenland was het hele spoornet op de Peloponnesos metersporig. Vanuit Athene wordt geleidelijk de lijn naar Patras omgebouwd naar normaalspoor. In de andere delen van Griekenland zijn nog wat metersporige lokaallijnen terug te vinden.

## Afrika
In Tunesië bestaat het grootste deel van het spoornet uit meterspoor: 1674 kilometer, tegen slechts 471 kilometer normaalspoor. Ook de grote verbindingen vanuit de hoofdstad Tunis naar het zuiden en het zuidwesten van het land hebben een spoorwijdte van 1 meter. Dat is onder meer het geval met de lijn van Tunis naar Sousse en Sfax – de zogenaamde Kustlijn (Ligne de la Côte) – die gemoderniseerd werd. Op deze verbinding rijden sinds 2008 nieuwe dieseltreinstellen die tot 130 km/u halen, wat ze wereldwijd tot de snelste treinen op smalspoor maakt. Ook regionale lijnen, zoals Sousse-Mahdia (de Sahel-metro) en Nabeul-Bir Bou Rekba (de Cap Bon-lijn) hebben meterspoor.
Ook in Kongo werden, vooral in het noorden van Katanga en bij Kisangani, enkele spoorverbindingen in meterspoor aangelegd.

## Amerika
In Suriname werd de Landsspoorweg op meterspoor aangelegd. Ook in Frans-Guyana werden enkele spoorwegen op meterspoor aangelegd en ook in Brazilië werden verschillende spoorwegen op meterspoor aangelegd.

## Azië

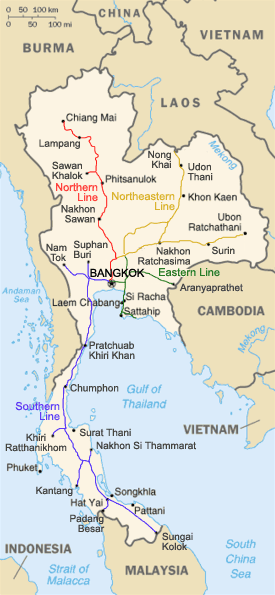
spoorkaart van Thailand

Thailand, Maleisië en Singapore zijn met elkaar verbonden met een uitgebreid meterspoornet. Er is een nachttrein tussen Bangkok en Butterworth. Daarnaast zijn de Vietnamese spoorwegen metersporig.